# Metoecus
Metoecus – rodzaj chrząszczy z rodziny wachlarzykowatych (Ripiphoridae). W Europie i Polsce występuje jeden gatunek – sąsiad dziwaczek.
Gatunki:
- Metoecus javanus (Pic, 1913)
- sąsiad dziwaczek (Metoecus paradoxus) (Linnaeus, 1761)
- Metoecus satanas Schilder, 1924
- Metoecus vespae Kono, 1927